# گئورگ چمشکیان
گئورگ هاروتیونی چمشکیان (ارمنی: Գևորգ Հարությունի Չմշկյան؛  ۷ مارس ۱۸۳۷ – ۱۰ ژانویهٔ ۱۹۱۵) یک بازیگر اهل ارمنستان بود. وی بین سال‌های - تا - میلادی فعالیت می‌کرد.

## زندگی‌نامه
وی در ۱۹ مارس [سبک قدیمی: ۷ مارس] ۱۸۳۷ در تفلیس به دنیا آمد و از مدرسه نرسیسیان فارغ‌التحصیل شد.  وی در ۱۰ ژانویه ۱۹۱۶ [سبک قدیمی: ۲۸ دسامبر] ۱۹۱۵ در سن ۷۷ سالگی در سن پترزبورگ درگذشت.